# Fledermausquartiere Heldburg
Fledermausquartiere Heldburg este o arie protejată (arie specială de conservare — SAC, sit de importanță comunitară — SCI) din Germania întinsă pe o suprafață de 0,01 ha, integral pe uscat.

## Localizare
Centrul sitului Fledermausquartiere Heldburg este situat la coordonatele 50°16′52″N 10°43′34″E / 50.2811°N 10.7261°E.

## Înființare
Situl Fledermausquartiere Heldburg a fost declarat sit de importanță comunitară în iunie 2004 pentru a proteja 2 specii de animale. Situl a fost protejat și ca arie specială de conservare în iulie 2008.

## Biodiversitate
Situată în ecoregiunea continentală, aria protejată nu include niciun habitat protejat.
La baza desemnării sitului se află mai multe specii protejate de  mamifere (2): liliac cârn (Barbastella barbastellus), liliac comun (Myotis myotis)
Pe lângă speciile protejate, pe teritoriul sitului au mai fost identificate 4 specii de mamifere.